# Ambasada Etiopii w Berlinie
Ambasada Etiopii w Berlinie – misja dyplomatyczna Federalnej Demokratycznej Republiki Etiopii w Republice Federalnej Niemiec.
Ambasador Federalnej Demokratycznej Republiki Etiopii w Berlinie oprócz Republiki Federalnej Niemiec akredytowany jest również w Republice Czeskiej i Rzeczypospolitej Polskiej.